# Макар'євський район
Макар'євський район (рос. Макарьевский район) — адміністративно-територіальна одиниця (район) та муніципальне утворення (муніципальний район) на південному заході Костромської області Росії.
Адміністративний центр — місто Макар'єв.

## Історія
Район утворений у 1929 році у складі Кінешемського округу Івановської Промислової області. З 11 березня 1936 року у складі Івановської області. 
13 серпня 1944 року район передано до складу Костромської області.

## Населення
| 2002    | 2008    | 2009    | 2010    | 2011    | 2012    | 2013    |
| ------- | ------- | ------- | ------- | ------- | ------- | ------- |
| 19 523  | ↘16 909 | ↗17 171 | ↘15 968 | ↘15 890 | ↘15 482 | ↘15 004 |
| 2014    | 2015    | 2016    | 2017    | 2018    | 2019    | 2020    |
| ↘14 544 | ↘14 130 | ↘13 802 | ↘13 473 | ↘13 192 | ↘12 932 | ↘12 595 |